# 김길태
김길태(金吉泰, 1977년 5월 19일 ~ )는 2010년 2월 24일 대한민국 부산광역시 사상구 덕포동에서 집안에 있던 예비 중학생을 납치·성폭력·살해하고 유기한 혐의를 받고 묵비권을 행사하다가 자백한 범죄자이다. 대한민국의 강간 살인범이라고도 할 수 있다.

## 이력
그는 1977년 가을 부산광역시 사상구 주례동의 모 교회 앞에 버려졌다가 현재의 부모를 만나 입양됐다. 길태라는 이름은 고아, 즉 길에서 태어난 아이라는 의미가 있다는 당시의 루머가 돌긴 했으나, 실제로는 그가 그 당시 부모를 만난 동네에 길태라는 이름을 가진 사람들은 크게 성공했다는 이유에서 길태라고 이름지었다고 그의 부모들은 말하고 있다. 김길태의 양부모에 따르면 김길태는 초등학교 시절부터 여리고 조용하고 어두운 성격이었으며, 고교시절 자신의 부모가 친부모가 아니라는 사실을 알고 더욱 엇나가기 시작했다고 한다. 김길태는 1994년부터 절도혐의로 소년원에 드나들기 시작하였으며, 그가 다니던 부산의 한 상업계 고등학교는 1년 다니다 중퇴하였다. 이후에는 폭행, 절도, 구타 등 각종 범죄를 저질렀고, 1997년 성폭력 미수와 2001년 부녀자를 감금하고 성폭력하여 교도소에서 8년 동안 복역하고 2009년 6월에 출소하였다. 2010년 1월 20대 여성을 성폭력하고 감금한 혐의로 수배를 받았다. 김길태는 고등학교 2학년 이후 총합 10년 이상의 수형생활을 한 탓에 컴퓨터를 전혀 사용할 줄 모르며 휴대전화도 개통하지 않았다고 알려졌으나, 이후 그에게서 2대의 휴대전화가 발견되었다. 

## 수사 경위
2010년 2월 27일 경찰은 공개 수사를 벌이기 시작하였고, 3월 2일 경찰이 김길태에 대한 공개수배령을 내리고 검거에 나섰다. 3월 7일 실종된 여중생은 실종된 집 부근의 가정집 물탱크 안에서 옷이 모두 벗겨진 나체로 숨진 채 발견되었다.

## 검거
2010년 3월 10일 15시경 부산 사상구 덕포시장 인근 현대골드빌라 주차장에서 경찰에 의해 검거되었다. 경찰에 따르면 김길태는 빈 집에서 은신하던 중 경찰의 포위망이 좁혀오자 도주를 시도하였다. 김길태는 사건현장 부근을 수색하던 경찰과 5분여의 격투 끝에 부산사하경찰서 형사에게 체포되어 수사본부가 차려진 부산 사상경찰서로 압송되었고, 검거 당시 현금 20만원, 면도기 등을 가지고 있었다. 한편, 김길태는 부산사상경찰서로 압송된 후 한 시민이 김길태의 뒤통수를 손으로 치자 고개를 돌려 시민을 노려보기도 하였다. 김길태는 검거 전부터 검거 후까지 이례적으로 얼굴이 전부 공개되었다. 2010년 3월 11일 부산사상경찰서에서 가진 중간 수사 브리핑에서 경찰은 피의자 김길태의 DNA와 피살된 여중생의 몸에서 나온 DNA가 일치한 것을 확인해 김길태가 범인이라는 결정적인 증거를 확보했다고 발표했다.

## 조사 상황
2010년 3월 11일 수사본부인 부산사상경찰서에서 조사 중인 피의자 김길태는 경찰 조사에서 2010년 1월에 30대 여성을 성폭력하고 감금한 혐의는 인정했지만, 2010년 2월에 여중생을 납치해 성폭력하고 살해한 혐의는 계속 부인하며 불리한 질문에는 묵비권을 행사하고 있는 상태였다. 김길태는 검거 당시 20만 원 정도를 가지고 있었는데, 경찰 발표에 의하면 원래 김길태는 50만 원 정도를 가지고 있었으나 도피기간 동안 지출하고 남은 돈이 20만 원가량이라고 한다. 따라서 경찰은 현재 김길태를 상대로 여죄를 추궁하고 있다. 그는 계속 친구가 설득하여 눈물을 흘린 이후에도 묵비권을 계속 행사하였으나 프로파일러 박명훈 경사의 심문으로 자백한 상태로 현재 현장 검증까지 마친 상태이고, 판결을 받았다. 2010년 3월 14일 경찰은 거짓말 탐지기 조사와 뇌파조사를 실시해 결국 그는 범행 일부를 자백했다.
2010년 3월 19일 경찰에서 조사를 마무리하고 신병을 부산지방검찰청에 송치하였다. 2010년 6월 9일 부산지검은 그에게 사형을 구형했으며, 같은 해 6월 25일에 재판부(부산지법 형사 5부(재판장 구남수 부장판사)는 "과거에도 성폭행 범죄 전력이 있는데다 반인륜적, 반사회적 범죄를 거듭하는 점, 오로지 성적 욕구 충족을 위해 어린 피해자를 잔혹하게 살해한 점, 잘못을 전혀 반성하지 않는 점, 폭력적인 성향 등을 고려할 때 사회로부터 영원히 격리할 필요가 있다."라는 이유로 사형 선고와 함께 정보공개 10년, 전자발찌 부착 20년을 선고하였다. 이어 재판부는 "사형은 문명사회에서 예외적 형벌이어야 하지만, 고통 속에 숨진 피해자의 생명이 피고인의 생명보다 결코 덜 중요하지 않다."라고 덧붙였으며 사형선고와 함께 법원은 김길태에 대해 20년간 위치추적 전자장치 부착도 함께 명령했다. 따라서 만약의 경우 김길태가 특별사면 또는 가석방 등의 사유로 인하여 구치소에서 나오면 즉시 전자장치를 부착해야 한다.
2010년 7월 2일 김길태는 무죄라는 취지로 법원에 항소장을 제출하였다.
또한 부산고등법원이 법무부 산하 국립법무병원 치료감호소에 의뢰한, 김길태의 2차 정신감정 결과 그가 측두엽 간질 및 망상장애를 앓고 있다는 결과가 나왔지만, 서울대학교병원에서 실시한 3차 정신감정에서는 1차 정신감정에서 발견된 반사회적 인격장애만 확인되었다.
2010년 12월 15일 부산고등법원 형사 2부 김용빈 부장판사는 "피고인의 범행에 사회의 책임도 일부 있으며 여론에 휩싸여 함부로 사형을 선고해서는 안된다"라는 이유로 사형을 선고한 원심을 깨고 무기징역으로 감형하였다.

## 사건의 파장
이 사건으로 경찰은 6년 만에 피의자의 신상을 공개하였다. 인권침해 논란으로 그 동안 흉악범의 얼굴도 공개하지 않았던 것과는 대조적이다. 수사본부는 김길태가 사회적으로 크게 물의를 빚은 흉악범이며, 흉악범의 얼굴을 공개하라는 여론이 높고, 공개수배로 이미 얼굴이 알려진 범인이라는 점에서 그의 얼굴을 공개하였다. 그리고 이와 관련하여 이 사건이 한나라당의 정권 유지에 도움이 되었다고 비판하는 사람들이 있다. 이에 대해 인권위원회는 과거 흉악범의 얼굴을 좀 더 공개하는 것도 인권침해라고 주장했던 것과는 달리 이번에는 별다른 의견을 표명하지 않았다. 국가인권위원회 현병철 위원장은 기자와의 인터뷰에서 이에 대한 구체적인 의견은 표명하지 않았다. 흉악범의 인권보다 국민들의 알 권리가 더 우선시되어야 한다는 여론에 따라 인권위가 부담감을 느끼는 것이 아니냐는 관측이 인권위 안팎에서 나왔다. 그러다가 한 시민이 김길태의 얼굴을 공개하는 것은 인권침해라는 진정을 인권위에 접수하였으며, 또 한 시민은 김길태의 변호사 선임비를 기부하기도 하였다.
한편 2010년 3월에 김길태의 팬카페가 개설되어 회원수 2000명 이상을 모으면서 다소 물의를 일으켰으나, 네이버 측에서 블라인드 처리하였다. 현재 그 김길태 팬 카페의 운영자는 불구속 입건된 상태이다.
인권보호를 위한 수사공보준칙 개정
그러나 이러한 논란에도 불구하고, 2010년 4월 15일 국회에서 흉악범과 성폭력범의 경우 신상정보 공개를 허용하는 방향으로 법률이 개정돼 앞으로는 얼굴 등 신상정보 공개가 더 적극적으로 이루어질 전망이다. 개정안에 따르면 공개 요건은 중대한 성폭력 사건일 때와 증거가 충분할 때, 그리고 공익을 위해 필요한 경우와 피의자가 청소년이 아닌 경우 등이다. 2010년 4월 23일 대한민국 법무부는 이 개정안 시행을 발표했다.

## 재판
2010년 6월 25일 부산지방법원 형사 5부 재판관 구남수 부장판사는 "과거에도 성폭행 범죄 전력이 있는데다 반인륜적, 반사회적 범죄를 거듭하는 점, 오로지 성적 욕구 충족을 위해 어린 피해자를 잔혹하게 살해한 점, 잘못을 전혀 반성하지 않는 점, 폭력적인 성향 등을 고려할 때 사회로부터 영원히 격리할 필요가 있다."라는 이유로 사형을 선고하였다.
이어 재판부는 "사형은 문명사회에서 예외적 형벌이어야 하지만, 고통 속에 숨진 피해자의 생명이 피고인의 생명보다 결코 덜 중요하지 않다."라고 덧붙였으며 사형선고와 함께 법원은 김길태에 대해 20년간 위치추적 전자장치 부착도 함께 명령했다. 따라서 만약의 경우 김길태가 특별사면 또는 가석방 등의 사유로 인하여 구치소에서 나오면 즉시 전자장치를 부착해야 한다.
2010년 7월 2일 김길태는 무죄라는 취지로 법원에 항소장을 제출하였다.
또한 부산고등법원이 법무부 산하 국립법무병원 치료감호소에 의뢰한, 김길태의 2차 정신감정 결과 그가 측두엽 간질 및 망상장애를 앓고 있다는 결과가 나왔지만, 서울대학교병원에서 실시한 3차 정신감정에서는 1차 정신감정에서 발견된 반사회적 인격장애만 확인되었다.
2010년 12월 15일 부산고등법원 형사 2부 재판관 김용빈 부장판사는 "피고인의 범행에 사회의 책임도 일부 있으며 여론에 휩싸여 함부로 사형을 선고해서는 안된다"라는 이유로 사형을 선고한 원심을 깨고 무기징역으로 감형하였다.

## 같이 보기
- 김수철 사건
- 조두순
- 안양 여고생 납치 살해 사건
- 용산 초등학생 성폭행 살해 사건
- 일산 초등학생 납치 미수 사건
- 노다 사건 (일본의 유사 사건)